# Under a Violet Moon
Under a Violet Moon (рус. «Под фиолетовой луной») — второй студийный альбом английской фолк-рок-группы Blackmore's Night, вышедший в 1999 году. Диск включает в себя несколько народных песен и аранжировок классических произведений: так, например, Gone with the Wind написана на мотив песни Льва Книппера «Полюшко-поле».

## История создания
В начале 1998 года Ричи Блэкмор и Кэндис Найт приступили к работе над новым альбомом. «Все происходит достаточно просто: я сижу дома и играю на гитаре. Кэндис подхватывает мелодию и начинает петь. Сразу видно, что подходит для дальнейшей работы, а что — нет. Это очень эффективный метод. А вот когда я был в Deep Purple, нужно было прийти на репетицию, играть какое-то время, надеясь, что из этого может что-либо получиться». К записи этого диска Ричи Блэкмор привлёк большое количество сессионных музыкантов, в числе которых были бас-гитарист и певец Джон Форд (ex-VELVET OPERA, STRAWBS), который спел на «Wind In The Willows» и подпевал в ещё двух композициях), а также клавишник Йенс Юханссон.
Второй альбом в сравнении с первым получился более эклектичным, к чему и стремился Блэкмор. По его задумке, на этом диске должна быть представлена музыка разных народов наряду с собственным стилизациями в таком же духе. Так, «Castles And Dreams» написана под впечатлением произведений Шопена, основой для «Morning Star» и «Catherine Howard’s Fate» послужили английские народные песни, однако в последней расслышали и влияние польского фольклора. Для «Gone With The Wind» Ритчи взял «Полюшко-поле» советского композитора Льва Книппера. В альбом была включена английская народная песня «Past Time With Good Company», написанная королём Генрихом VIII. В «Now And Then» Кэндис Найт сочинила не только слова, но и музыку, что стало первым для неё подобным опытом в Blackmore’s Night.
К марту 1998 года было записано 10 новых композиций, а вскоре был готов и весь альбом. Но его продюсер, Джо Волпис, украл мастер-ленту и стал требовать выкуп. Причиной этого поступка Джо назвал то, что якобы его имя не хотели упоминать на обложке. Пришлось обращаться в полицию. В связи с этими дрязгами выпуск альбома был перенесён на следующий год. Ситуацией воспользовались «пираты»: они издали диск «Blackmore’s Kingdom», где анонимные музыканты играли средневековую музыку (в том числе и композиции из Shadow Of The Moon). Менеджмент группы молниеносно отреагировал на это и предупредил фэнов о фальшивке, дав объявление на официальном сайте Blackmore’s Night.

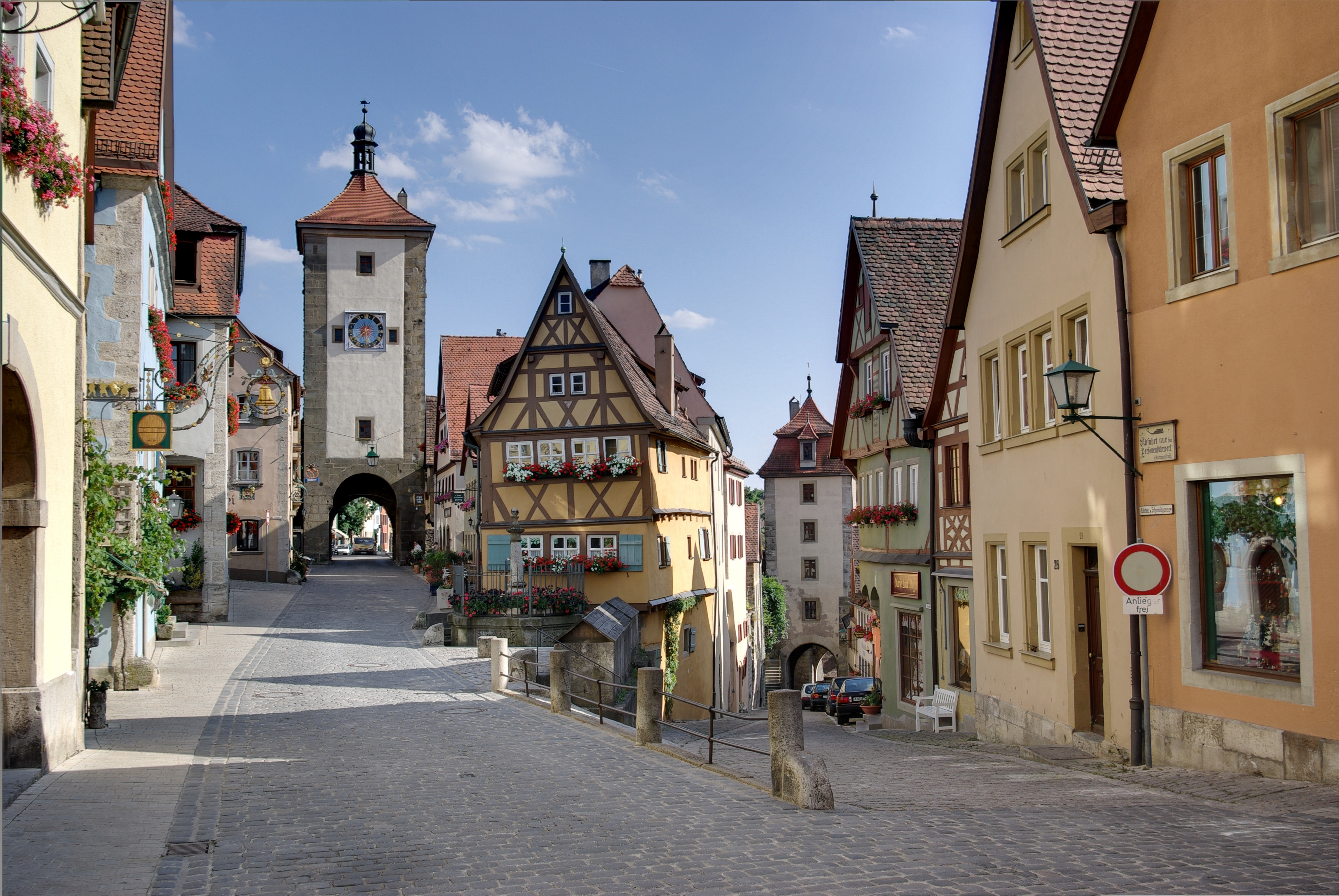
Обложка альбома вдохновлена немецкой улицей старого города в Ротенбурге-на-Таубере

21 апреля 1999 года альбом вышел в Японии, причём первый тираж комплектовался специальной книжечкой. 25-27 мая диск появился в Европе (кроме Великобритании). 17 июля альбом вышел в США и Канаде. И 21 июня он вышел в Великобритании. Альбом получил название «Under a Violet Moon». В этом названии заложена игра слов: у матери Блэкмора, Виолетты, девичья фамилия — Мун.

## Список композиций
Авторы песен — Ричи Блэкмор и Кэндис Найт, кроме случаев, когда указано иное.
1. «Under a Violet Moon» — 4:23
2. «Castles and Dreams» — 3:33
3. «Past Time with Good Company» — 3:24 (Генрих VIII, XVI век)
4. «Morning Star» — 4:41
5. «Avalon» — 3:03
6. «Possum Goes to Prague» — 1:13
7. «Wind in the Willows» — 4:12
8. «Gone with the Wind» — 5:24 (обработка песни «Полюшко-поле» Л. Книппера)
9. «Beyond the Sunset» — 3:45
10. «March the Heroes Home» — 4:39
11. «Spanish Nights (I Remember It Well)» — 5:23
12. «Catherine Howard’s Fate» — 2:34
13. «Fool’s Gold» — 3:32
14. «Durch den Wald zum Bachhaus» — 2:31
15. «Now and Then» — 3:11 (обработка Прелюдии в До мажор И. С. Баха)
16. «Self Portrait» — 3:19 (группа Rainbow)

## Personnel
Blackmore’s Night
- Ritchie Blackmore — гитары, мандолина, бас-гитара, Renaissance drums, тамбурин
- Candice Night — вокал, pennywhistle

приглашённые музыканты
- John Ford — vocals, bass on #07, background vocals on #01 & 10
- Miri Ben-Ari — violin on #04 & 11
- Peter Rooth — bass on #01 & 16; drum programming on #07 & 08
- Mick Cervino — additional bass on #04
- Kevin Dunne — drums
- Mike Goldberg — military drum on #03
- Adam Forgione — additional keyboards on #04
- Jens Johansson — keyboards on #01, 04, 07 & 15
- Jeff Glixman, Roy McDonald — additional keyboards
- Jason Chapman — trumpet and flugelhorn on #08
- Thomas Roth — bagpipes, backing vocals on #10
- Albert Danneman — bagpipes, backing vocals on #10
- Albrecht Schmidt-Reinthaler — harpsichord on #10
- Jost Pogrzeba — percussion on #10
- Christof Heus — trumpet on #10
- Adolf Lehnberger — trombone on #10
- Gell Spitz — trumpet on #10
- Rolf Spitz — trombone on #10
- Mark Pender — trumpet
- Mr. & Mrs. Heller — hurdy-gurdy
- Scott Hazell, Sue Goehringer, John Gould, Trish — backing vocals